# Tours (quận)
Quận Tours là một quận của Pháp, nằm ở tỉnh Indre-et-Loire, ở vùng Centre-Val de Loire. Quận này có 24 tổng và 123 xã.

## Các đơn vị hành chính

### Các tổng
Các tổng của quận Tours là: 
1. Amboise
2. Ballan-Miré
3. Bléré
4. Chambray-lès-Tours
5. Château-la-Vallière
6. Château-Renault
7. Joué-lès-Tours-Nord
8. Joué-lès-Tours-Sud
9. Luynes
10. Montbazon
11. Montlouis-sur-Loire
12. Neuillé-Pont-Pierre
13. Neuvy-le-Roi
14. Saint-Avertin
15. Saint-Cyr-sur-Loire
16. Saint-Pierre-des-Corps
17. Tours-Centre-Val de Loire
18. Tours-Est
19. Tours-Nord-Est
20. Tours-Nord-Ouest
21. Tours-Ouest
22. Tours-Sud
23. Tours-Val-du-Cher
24. Vouvray

### Các xã
Các xã của quận Tours, và mã INSEE là: 
| 1. Ambillou (37002)                      | 2. Amboise (37003)                     | 3. Artannes-sur-Indre (37006)        | 4. Athée-sur-Cher (37008)          |
| 5. Autrèche (37009)                      | 6. Auzouer-en-Touraine (37010)         | 7. Azay-sur-Cher (37015)             | 8. Ballan-Miré (37018)             |
| 9. Beaumont-la-Ronce (37021)             | 10. Berthenay (37025)                  | 11. Bléré (37027)                    | 12. Braye-sur-Maulne (37036)       |
| 13. Brèches (37037)                      | 14. Bueil-en-Touraine (37041)          | 15. Cangey (37043)                   | 16. Cerelles (37047)               |
| 17. Chambray-lès-Tours (37050)           | 18. Chanceaux-sur-Choisille (37054)    | 19. Channay-sur-Lathan (37055)       | 20. Chançay (37052)                |
| 21. Charentilly (37059)                  | 22. Chargé (37060)                     | 23. Chemillé-sur-Dême (37068)        | 24. Chenonceaux (37070)            |
| 25. Chisseaux (37073)                    | 26. Château-Renault (37063)            | 27. Château-la-Vallière (37062)      | 28. Cigogné (37075)                |
| 29. Civray-de-Touraine (37079)           | 30. Cormery (37083)                    | 31. Couesmes (37084)                 | 32. Courcelles-de-Touraine (37086) |
| 33. Courçay (37085)                      | 34. Crotelles (37092)                  | 35. Céré-la-Ronde (37046)            | 36. Dame-Marie-les-Bois (37095)    |
| 37. Dierre (37096)                       | 38. Druye (37099)                      | 39. Esvres (37104)                   | 40. Fondettes (37109)              |
| 41. Francueil (37110)                    | 42. Hommes (37117)                     | 43. Joué-lès-Tours (37122)           | 44. La Croix-en-Touraine (37091)   |
| 45. La Ferrière (37106)                  | 46. La Membrolle-sur-Choisille (37151) | 47. La Riche (37195)                 | 48. La Ville-aux-Dames (37273)     |
| 49. Larçay (37124)                       | 50. Le Boulay (37030)                  | 51. Les Hermites (37116)             | 52. Limeray (37131)                |
| 53. Louestault (37135)                   | 54. Lublé (37137)                      | 55. Lussault-sur-Loire (37138)       | 56. Luynes (37139)                 |
| 57. Luzillé (37141)                      | 58. Marcilly-sur-Maulne (37146)        | 59. Marray (37149)                   | 60. Mettray (37152)                |
| 61. Monnaie (37153)                      | 62. Montbazon (37154)                  | 63. Monthodon (37155)                | 64. Montlouis-sur-Loire (37156)    |
| 65. Montreuil-en-Touraine (37158)        | 66. Monts (37159)                      | 67. Morand (37160)                   | 68. Mosnes (37161)                 |
| 69. Nazelles-Négron (37163)              | 70. Neuillé-Pont-Pierre (37167)        | 71. Neuillé-le-Lierre (37166)        | 72. Neuville-sur-Brenne (37169)    |
| 73. Neuvy-le-Roi (37170)                 | 74. Noizay (37171)                     | 75. Notre-Dame-d'Oé (37172)          | 76. Nouzilly (37175)               |
| 77. Parçay-Meslay (37179)                | 78. Pernay (37182)                     | 79. Pocé-sur-Cisse (37185)           | 80. Pont-de-Ruan (37186)           |
| 81. Reugny (37194)                       | 82. Rillé (37198)                      | 83. Rochecorbon (37203)              | 84. Rouziers-de-Touraine (37204)   |
| 85. Saint-Antoine-du-Rocher (37206)      | 86. Saint-Aubin-le-Dépeint (37207)     | 87. Saint-Avertin (37208)            | 88. Saint-Branchs (37211)          |
| 89. Saint-Christophe-sur-le-Nais (37213) | 90. Saint-Cyr-sur-Loire (37214)        | 91. Saint-Genouph (37219)            | 92. Saint-Laurent-de-Lin (37223)   |
| 93. Saint-Laurent-en-Gâtines (37224)     | 94. Saint-Martin-le-Beau (37225)       | 95. Saint-Nicolas-des-Motets (37229) | 96. Saint-Ouen-les-Vignes (37230)  |
| 97. Saint-Paterne-Racan (37231)          | 98. Saint-Pierre-des-Corps (37233)     | 99. Saint-Roch (37237)               | 100. Saint-Règle (37236)           |
| 101. Saint-Étienne-de-Chigny (37217)     | 102. Saunay (37240)                    | 103. Savigné-sur-Lathan (37241)      | 104. Savonnières (37243)           |
| 105. Semblançay (37245)                  | 106. Sonzay (37249)                    | 107. Sorigny (37250)                 | 108. Souvigny-de-Touraine (37252)  |
| 109. Souvigné (37251)                    | 110. Sublaines (37253)                 | 111. Tours (37261)                   | 112. Truyes (37263)                |
| 113. Veigné (37266)                      | 114. Vernou-sur-Brenne (37270)         | 115. Villandry (37272)               | 116. Villebourg (37274)            |
| 117. Villedômer (37276)                  | 118. Villeperdue (37278)               | 119. Villiers-au-Bouin (37279)       | 120. Vouvray (37281)               |
| 121. Véretz (37267)                      | 122. Épeigné-les-Bois (37100)          | 123. Épeigné-sur-Dême (37101)        |                                    |